# Wim Delvoye

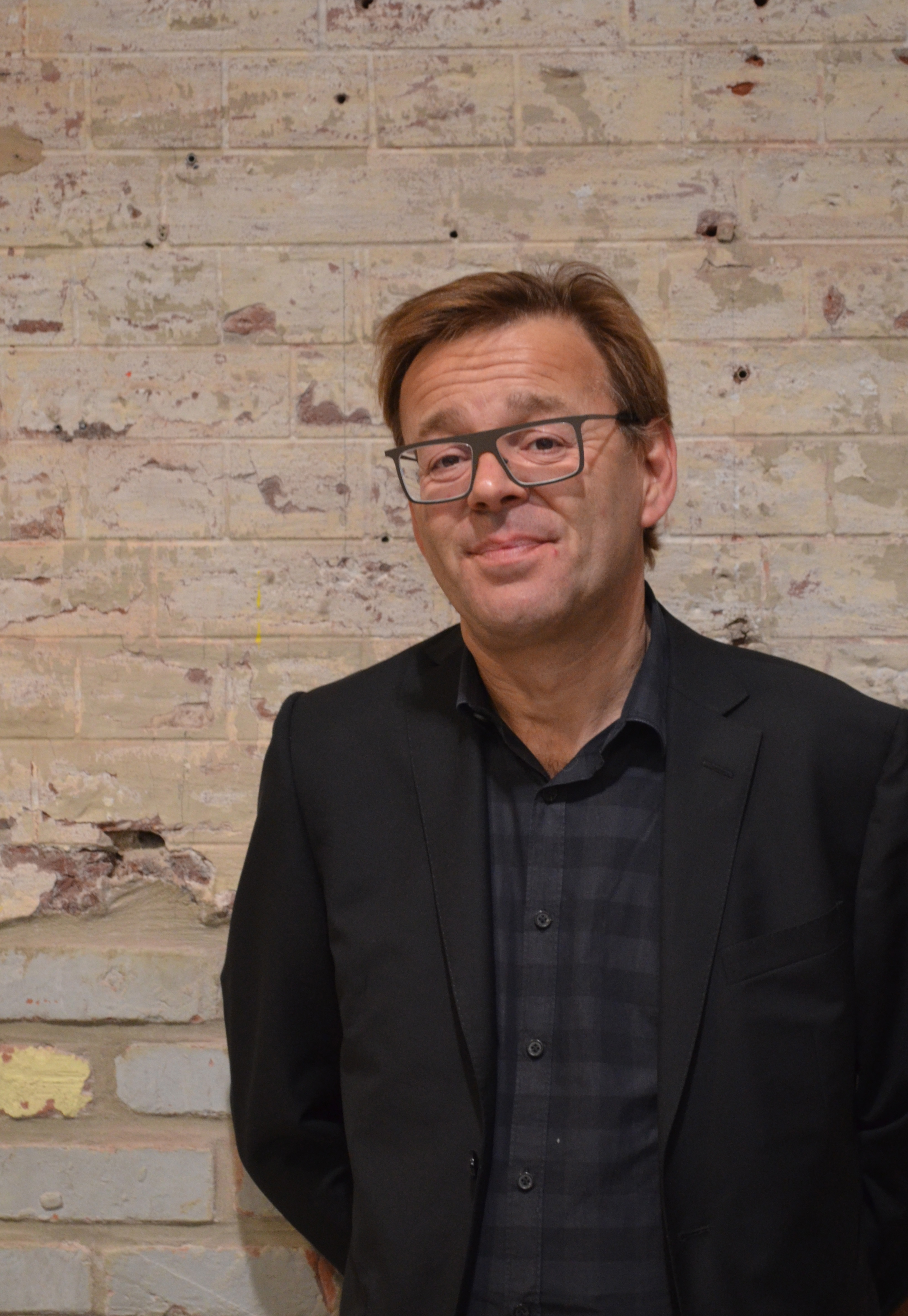
Wim Delvoye (2015)

Wim Delvoye (ur. 14 stycznia 1965 w Wervik) – belgijski artysta konceptualny znany z wielu niekonwencjonalnych projektów artystycznych:

## Cloaca
Cloaca to instalacja do produkcji ekskrementów.
Pierwszy pokaz maszyny typu Cloaca odbył się w roku 2000 w Muzeum Sztuki Współczesnej w Antwerpii (MuHKA). Do pokazu zaproszono kucharzy, którzy dwa razy dziennie podawali maszynie przez siebie przyrządzane wykwintne dania. Po przetrawieniu "posiłku" (w specjalnych mechanizmach w wyniku skomplikowanego procesu technologicznego symulującego pracę ludzkiego systemu trawiennego, ze sztucznymi jelitami do których wprowadzono kwasy, enzymy i bakterie trawienne) na drugim końcu maszyny pojawiał się kał. Aby uzyskać taki efekt artysta długo pracował z naukowcami.
Istnieje kilka instalacji typu Cloaca. Oryginalny zestaw składa się z serii szklanych kontenerów ustawionych na długim stole. Nowsze modele są o wiele krótsze i "trawią" jedzenie w czeluściach szeregu maszyn przypominających kształtem pralki.
Logo i inne symbole używane w promocji tej pracy artystycznej są parodią logo i znaków firmowych takich firm i ich produktów jak Coca-Cola, Ford, Mr. Clean i innych. Kał produkowany przez maszyny typu Cloaca jest pakowany próżniowo i sprzedawany w półprzeźroczystych pudełkach.
Za tę pracę artysta otrzymał nagrodę na wystawie Ars Electronica (2007).

## Euterpe
W roku 2001 artysta poprosił kilkoro jego przyjaciół, aby pomalowali swoje ciała przy pomocy małej ilości siarczanu baru a potem uprawiali seks w klinice medycznej. W tym czasie kochankom robiono zdjęcia radiologiczne.
Na wystawie są one prezentowane w postaci olbrzymich okien kościelnych z witrażami . Z daleka można podziwiać jedynie abstrakcyjne formy. Jest tak do momentu podejścia bliżej i przekonania się z jakich detali składają się one w rzeczywistości.
Artysta zastosował ten trik kilka lat wcześniej w roku 1992 w swojej pracy "Mosaic" (Mozaika). Była ona zbudowana ze szkliwionych ceramicznych płytek podłogowych (terakota) o identycznym wyglądzie, ułożonych w symetryczne bardzo ozdobne wzory. Dopiero przy bliższym przyjrzeniu się można się było zorientować, że na każdej płytce można dojrzeć dwa gówienka (wykonane osobiście przez artystę).

## Tatuowane świnie
Wim Delvoye tatuuje świnie od lat 90. XX w. Na początku XXI w. projekt tatuowania świń został przeniesiony na teren Farmy Artystycznej w Chinach, które nie mają tylu ostrych uregulowań prawnych dotyczących ochrony zwierząt co kraje zachodnie. W roku 2005, artysta Danny Devos, kolega Delvoye'a, spędził kilka miesięcy reorganizując i przebudowując tę farmę.

## Biografia (wjęzyku francuskim)
Fabian Stech, J'ai parlé avec Lavier, Annette Messager, Sylvie Fleury, Thomas Hirschhorn, Pierre Huyghe, Delvoye, D.F.-G. Hou Hanru, Sophie Calle, Ming, Sans et Bourriaud. Presses du réel Dijon, 2007.